# SC Austro Fiat Wien
SC Austro Fiat Wien – austriacki klub piłkarski, mający siedzibę w wiedeńskiej dzielnicy Floridsdorf, działający w latach 1926–1940.

## Historia
Chronologia nazw:
- 1926: SC Austro-Fiat Wien
- 1935: SC Austro-Fiat Wien – po fuzji z Wiener Rasensportfreunde
- 1938: SV Amateure Fiat Wien
- 1940: klub rozwiązano – po fuzji z Floridsdorfer AC

Klub sportowy SC Austro-Fiat Wien został założony w miejscowości Wiedeń w 1926 roku i reprezentował zakłady Austro-Fiat we Floridsdorfie. Początkowo zespół występował w niższych ligach. W czerwcu 1935 roku klub połączył się z drugoligowym klubem Wiener Rasensportfreunde (zał. 1928), który w 1932 roku jako mistrz 3. Klasse awansował do II. Ligi. Nowo utworzony klub przejął miejsce ligowe i pod patronatem producenta samochodów był w stanie świętować zwycięstwo II. Ligi Süd w sezonie 1935/36, ale potem w meczach playoff przegrał z mistrzem II. Ligi Nord Post SV Wien 0:1 i 1:2. W następnym sezonie był drugim, dopiero w sezonie 1937/38 po zwycięstwie w I. Lidze (D2) zdobył historyczny awans do Gauligi Ostmark. Wskutek aneksji Austrii przez Rzeszą Niemiecką 12 marca 1938 roku rozgrywki w Austrii były organizowane jako część mistrzostw Niemiec. Austriackie kluby walczyli w Gaulidze, a zwycięzca potem uczestniczył w rozgrywkach pucharowych o tytuł mistrza Niemiec. Klub musiał przyjąć nazwę SV Amateure Fiat Wien, ponieważ nazwa „Austro” była niepożądana. W debiutowym sezonie 1938/39 zajął 7. miejsce. Następny sezon 1939/40 zakończył na ostatniej 8. pozycji i spadł z powrotem do drugiej ligi. Następnie postanowił połączyć z sąsiednim klubem Floridsdorfer AC, który akurat awansował do najwyższej ligi, po czym został rozwiązany.

## Barwy klubowe, strój
|  |  |

Klub ma barwy czerwono-białe.

## Sukcesy

### Trofea międzynarodowe
Nie uczestniczył w rozgrywkach europejskich (stan na 31-05-2019).

### Trofea krajowe
| \| \| Zdobyte trofea w rozgrywkach Austrii (stan na: 31-05-2019) \| |                                                            |      |                  |
| Rozgrywki                                                           | Osiągnięcie                                                | Razy | Sezon(y)         |
| · Mistrzostwo                                                       | I miejsce                                                  | 0    |                  |
| · Mistrzostwo                                                       | II miejsce                                                 | 0    |                  |
| · Mistrzostwo                                                       | III miejsce                                                | 0    |                  |
| · Mistrzostwo                                                       | 7.miejsce                                                  | 1    | 1938/39          |
| Puchar                                                              | zdobywca                                                   | 0    |                  |
| Puchar                                                              | finalista                                                  | 0    |                  |
| Puchar                                                              | 1/16 finału                                                | 1    | 1936/37          |
| II liga                                                             | I miejsce                                                  | 2    | 1935/36, 1937/38 |
| II liga                                                             | II miejsce                                                 | 1    | 1936/37          |
| II liga                                                             | III miejsce                                                | 0    |                  |
| Austria                                                             | Zdobyte trofea w rozgrywkach Austrii (stan na: 31-05-2019) |      |                  |

## Poszczególne sezony

### Rozgrywki międzynarodowe

#### Europejskie puchary
Nie uczestniczył w rozgrywkach europejskich.

### Rozgrywki krajowe
| \| Austria \| Bilans występów klubu w rozgrywkach piłkarskich Austrii (Stan na 31 maja 2019 r.) \| \| |                                                                                   |        |       |   |   |   |    |    |     |           |        |        |      |
| Poziom                                                                                                | Rozgrywki                                                                         | Sezony | Mecze | Z | R | P | B+ | B– | Pkt | Lata      | Awanse | Spadki | Naj. |
| I | Gauliga Ostmark                                                                   | 2      |       |   |   |   |    |    |     | 1938–1940 | 0      | 1      | 7    |
| II | II. Liga Süd/ I. Liga                                                             | 15     |       |   |   |   |    |    |     | 1935–1938 | 1      | 0      | 1    |
| III                                                                                                   | 3. Klasse/ Wiener 1. Klasse                                                       | 0      |       |   |   |   |    |    |     |           | 0      | 0      |      |
| | Puchar Austrii                                                                    | 1      |       |   |   |   |    |    |     | 1936/37   | 0      | 0      | 1/16 |
| Austria                                                                                               | Bilans występów klubu w rozgrywkach piłkarskich Austrii (Stan na 31 maja 2019 r.) |        |       |   |   |   |    |    |     |           |        |        |      |

## Struktura klubu

### Stadion
Klub piłkarski rozgrywał swoje mecze domowe na stadionie Sportplatz Fiat w Wiedniu o pojemności 1000 widzów.

## Kibice i rywalizacja z innymi klubami

### Derby
- Admira Wiedeń
- Austria Wiedeń
- First Vienna FC 1894
- Rapid Wiedeń
- Wacker Wiedeń
- Wacker Wiener Neustadt
- Wiener SC